# Natallja Marčanka
Natallja Alehaŭna Marčanka (in bielorusso Наталля Алегаўна Марчанка?; Rėčica, 19 maggio 1979) è un'ex cestista bielorussa.
Alta 170 cm, giocava come guardia.

## Carriera
Con la Bielorussia ha disputato i Giochi olimpici di Pechino 2008, i Campionati mondiali del 2010 e tre edizioni dei Campionati europei (2007, 2009, 2011).